# B2B

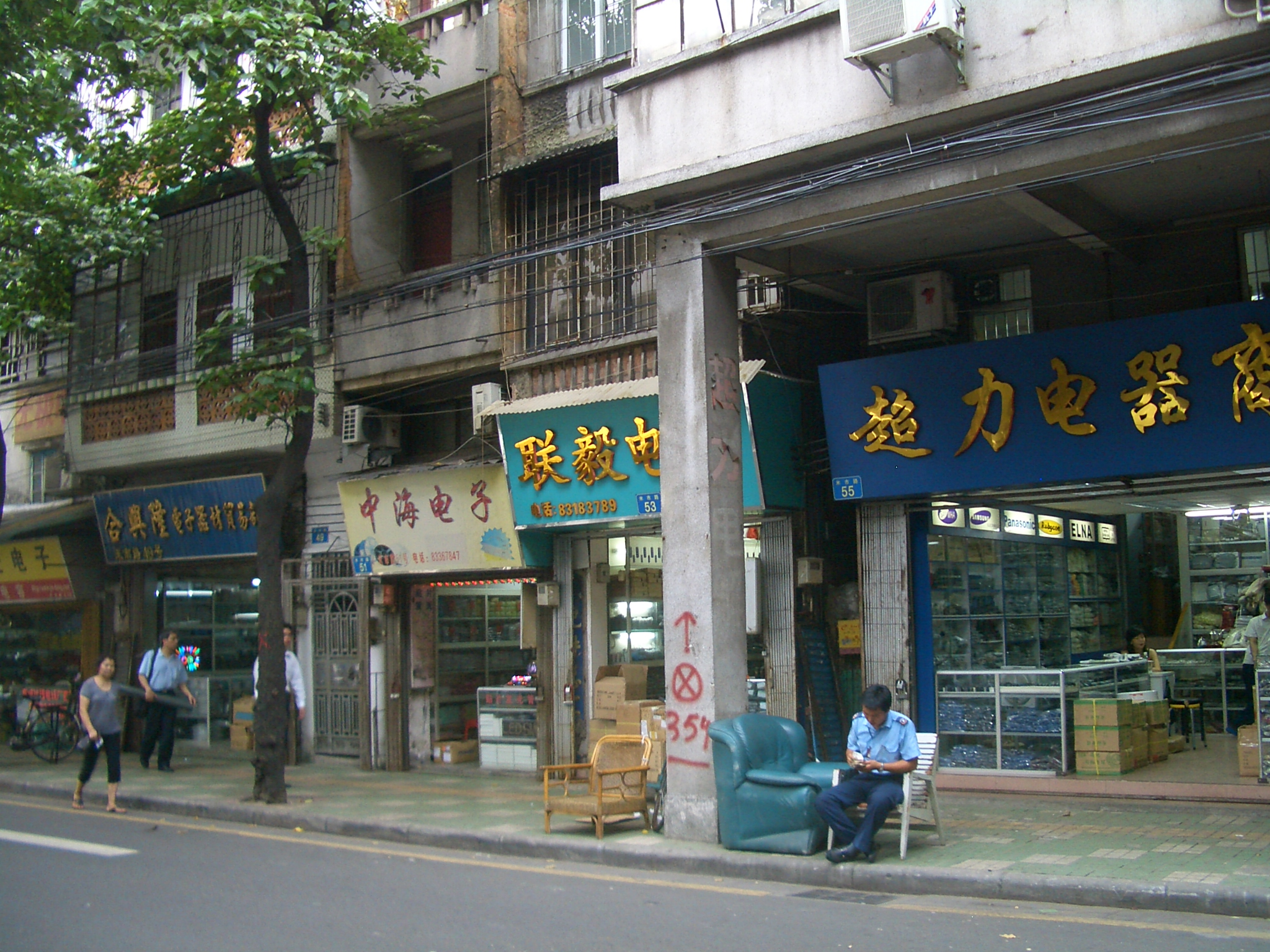

B2B(Business-to-Business) 또는 기업 대 기업은 기업과 기업 사이의 거래를 기반으로 한 비즈니스 모델을 의미한다. B2B와 반대되는 개념으로는 하나의 기업이 다수의 개인을 상대하는 B2C(Business-to-Customer)가 있다. 기업이 필요로 하는 장비, 재료나 공사 입찰 같은 것들이 B2B의 예가 된다.

## 사례
같은 업종에서도 비즈니스 모델이 B2B인지 B2C인지에 따라 사업의 형태가 달라진다. 예를 들어 컴퓨터 관련 업계에서도 IBM은 기업을 대상으로 한 소프트웨어 및 하드웨어 솔루션을 주 사업으로 삼는 반면, 애플은 일반 소비자를 대상으로 한 소프트웨어 및 하드웨어 솔루션을 주 사업으로 삼는다. 즉 IBM의 비즈니스 모델은 B2B이고, 애플의 비즈니스 모델은 B2C가 되는 것이다.
대한민국의 화장품 업계를 예로 들면, 아모레퍼시픽 등은 일반 소비자를 대상으로 화장품을 판매하지만, 코스맥스 같은 회사는 화장품 제조・유통업체들을 대상으로 해당 업체의 브랜드로 판매할 화장품을 제조하여 공급한다. 이 경우 아모레퍼시픽의 비즈니스 모델은 B2C이고 코스맥스의 비즈니스 모델은 B2B가 된다.

## 사업적 특성
B2C의 경우, 일반 소비자를 상대로 하므로 소매점의 관리나 전자상거래 수단의 제공 등이 중요하며, 일반인들을 대상으로 한 TV나 신문 광고가 중요해진다. 반면 B2B의 경우, 모든 거래가 기업만을 대상으로 이루어지므로 일반 매체를 통한 광고나 소매점 관리, 전자상거래 수단의 제공 등이 불필요하다. 따라서 B2B를 주 비즈니스 모델로 하는 회사는 그 규모가 크더라도 일반인들에게 이름이 잘 안 알려져 있는 경우가 많다.

## 참고자료
- Prashant Kasera J. (2006): 'World of B2B' '1st Edition, India.
- Dr. Temporal, P. (2005): B2B Branding–A Guide to Successful Business-to-Business Brands, International Enterprise Singapore

## 같이 보기
- C2C
- 전자 상거래